# Padborg
Padborg (tedesco Pattburg) è un centro abitato della Danimarca, nel sud dello Jutland, posto a ridosso della frontiera con la Germania. Da un punto di vista amministrativo fa parte del comune di Aabenraa.
Situato a pochi chilometri da Flensburgo, fino al 1920 Padborg era un piccolo villaggio, dopo il plebiscito del 1920 si ritrovò in corrispondenza della frontiera e crebbe rapidamente per i traffici che la attraversavano. Il centro abitato si è sviluppato principalmente intorno alla stazione ferroviaria, nei primi decenni del XX secolo il personale ferroviario costituiva quasi la metà della forza lavoro presente.
Fino al 31 dicembre 2006 ha fatto parte del comune di Bov.